# Ninoe kinbergi
Ninoe kinbergi är en ringmaskart som beskrevs av Ehlers 1887. Ninoe kinbergi ingår i släktet Ninoe och familjen Lumbrineridae. Inga underarter finns listade i Catalogue of Life.